# 교룡산
교룡산(蚊龍山)은 전북특별자치도 남원시에 위치한 산이다. 산기슭부터 정상까지는 '교룡산성'이라는 성이 존재하며, 임진왜란과 정유재란 당시 많은 의병을 기념하는 '만인의 총'이 세워져 있다. 

## 방송 송신 시설
| 디지털TV |                |          |          |      |                  |
| 가상채널 | 방송국명       | 호출부호 | 물리채널 | 출력 | 가시청권         |
| 6-1      | JTV DTV        | HLDQ-DTV | 19       | 90㎾ | 남원, 순창, 장수 |
| 7-1      | KBS전주 2TV    | HLAS-DTV | 29       | 90㎾ | 남원, 순창, 장수 |
| 9-1      | KBS전주 1TV    | HLKF-DTV | 25       | 90㎾ | 남원, 순창, 장수 |
| 10-1     | EBS 1TV        | HLQL-DTV | 38       | 90㎾ | 남원, 순창, 장수 |
| 10-2     | EBS 2TV        | HLQL-DTV | 38       | 90㎾ | 남원, 순창, 장수 |
| 11-1     | 전주MBC DTV    | HLCX-DTV | 23       | 90㎾ | 남원, 순창, 장수 |
| FM라디오 |                |          |          |      |                  |
| 주파수   | 방송국명       | 호출부호 |          | 출력 | 가시청권         |
| 90.7㎒   | 전북CBS 표준FM | HLDQ-FM  |          | 200W | 남원             |
| 95.9㎒   | 국악방송       | HLQA-FM  |          | 1㎾  | 남원             |